# بخش تپه‌های گارو غربی
بخش تپه‌های گارو غربی (به انگلیسی: West Garo Hills district) یک منطقهٔ مسکونی در هند است که در مگالایا واقع شده‌است. بخش تپه‌های گارو غربی ۳٬۷۱۴ کیلومتر مربع مساحت و ۶۴۳٬۲۹۱ نفر جمعیت دارد.